# Attentat de l'aéroport de Madrid
L'attentat de l'aéroport de Madrid est un attentat à la voiture piégée perpétré à l'aéroport de Madrid-Barajas, le 30 décembre 2006. La bombe a explosé sur le parking du terminal 4, tuant deux personnes et en blessant 52.

## Les faits
Le 9 janvier 2007, l'organisation nationaliste et séparatiste basque Euskadi ta Askatasuna (ETA) a revendiqué l'attaque. L'attentat a mis fin à un cessez-le-feu de neuf mois déclaré par l'organisation armée et incité le gouvernement à mettre un terme à des plans pour des négociations avec l'organisation. Malgré cela, l'ETA a affirmé que le cessez-le-feu était toujours en place et a fait part de ses regrets pour la mort de civils. L'organisation par la suite a annoncé officiellement la fin de la trêve en juin 2007.

## Les auteurs
L'attentat a été ordonné et planifié par Mikel Garikoitz Aspiazu Rubina dit « Txeroki ». Les membres du commando ont été arrêtés au début de l'année 2008 et condamnés en mai 2010. Txeroki a lui été arrêté en novembre 2008 et est condamné le 22 juillet 2011 à 377 ans de prison pour 20 tentatives d'assassinat et actes terroristes.